# Syngastes pietschmanni
Syngastes pietschmanni är en kräftdjursart som beskrevs av Otto Pesta 1932. Syngastes pietschmanni ingår i släktet Syngastes och familjen Tegastidae. Inga underarter finns listade i Catalogue of Life.